# Бай (народ)

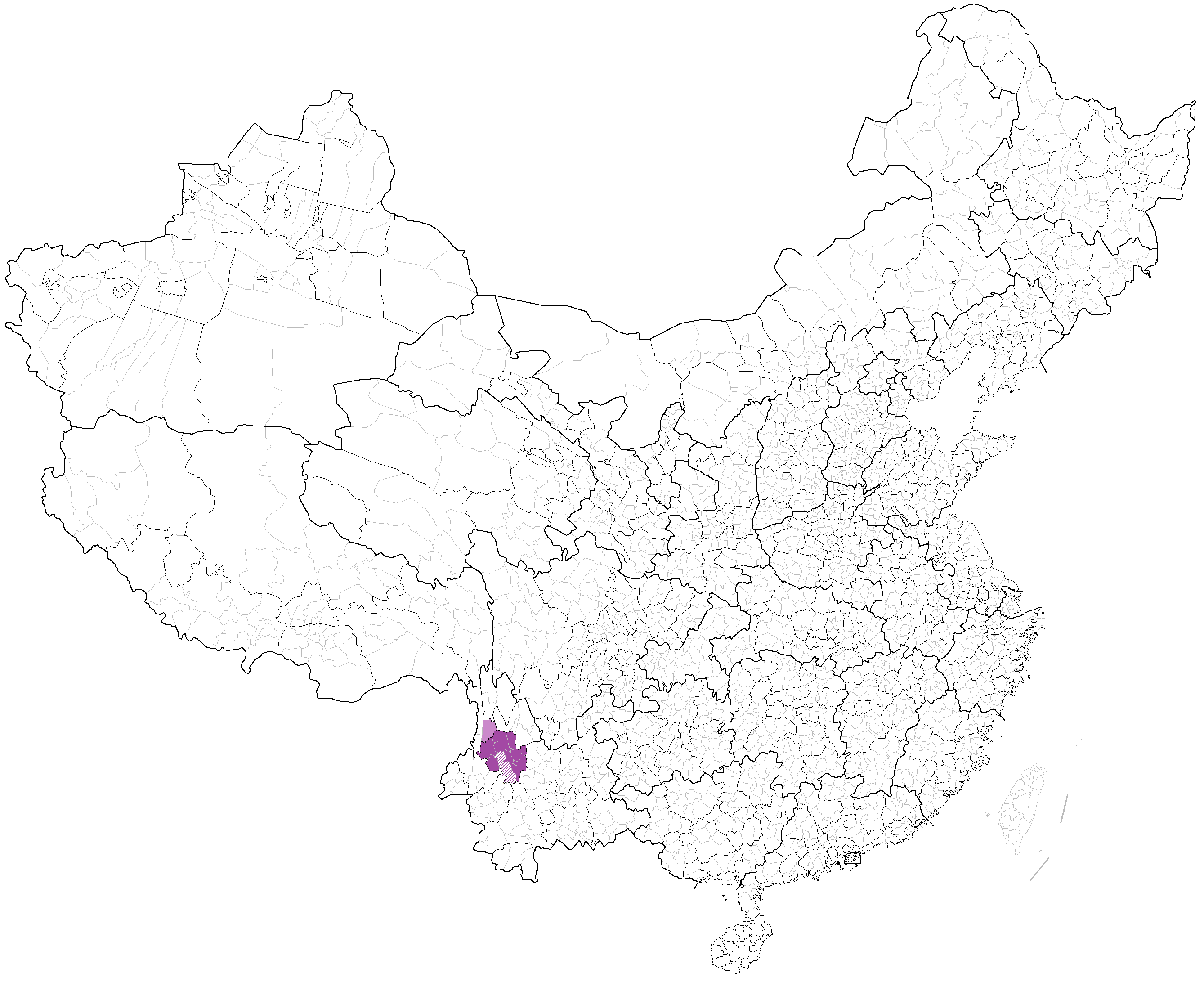
Визначені урядом КНР автономії бай

Бай (самоназв. Bairt‧zix [pɛ42‧tsi33 пе-ці]; кит. 白族 báizú — «білі люди»; до 1956 китайська назва — міньцзя; мовою лісу — лемо, мовою насі — нама) — народ на південному заході Китаю. Чисельність 1 858 063 людини (2000, перепис). 85% живуть в автономному окрузі Далі народності бай, в сусідніх повітах провінції Юньнань, а також Сичуань, Хунань і Гуйчжоу. Входять до 56 офіційно визнаних національностей Китаю. Мова бай — імовірно, одна з тих, що рано відокремилася від китайських мов і зазнала впливу тибето-бірманських мов; на думку деяких дослідників, відноситься до тибето-бірманських мов. У 1950-і роки створена писемність на основі латинської графіки. Поширена також китайська мова. Віруючі в основному буддисти (махаяна), поширений також даосизм.

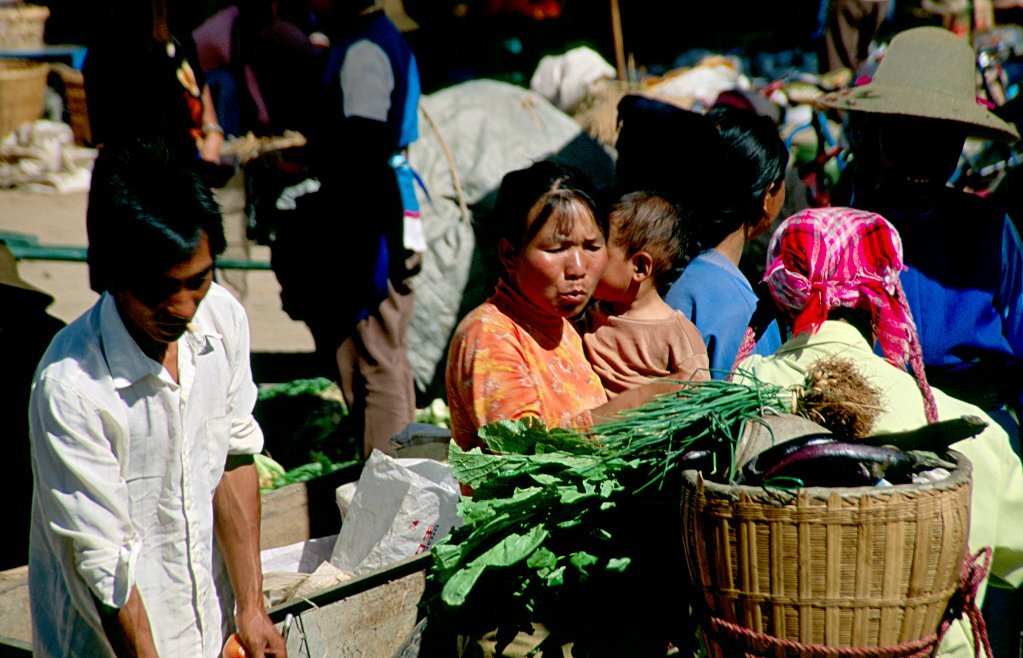
Люди Бай на ринку біля озера Ерхай, Юньнань.

На думку російських вчених, бай — нащадки китайських солдатів, які осіли тут у 3 столітті до н. е. В VIII — X століття входили до складу держави Наньчжао, в X — XIII столітті — Далі, в епоху Мін (XIV–XVII століття) їх територія остаточно увійшла до складу Китаю.
Традиційна культура типова для народів Східної Азії. Займаються землеробством ріллі (на рівнинах — заливний рис, таро, цукрова тростина, бавовна, коноплі, чай, в горах — суходільний рис, ячмінь, гречка), скотарством (знаменита місцева порода коней). Розвинені різьблення по мармуру, роботи по сріблу і лаку.
Характерні каркасні з початковими або глинобитними стінами, зазвичай двоповерхові, житла, оточені галереєю, святкові короткі накидки з повсті і шкур. До середини XX століття зберігалося спільне проживання споріднених сімей, громадська власність на землю, кросскузенний шлюб, багатоженство. На основі пісенного і танцювального фольклору сформувався місцевий варіант музичної драми. Побутують віра в духів гір, сонця, блискавки, дерев та ін., шаманізм.